# Mohand Chérif Hannachi
Pour les articles homonymes, voir Hannachi.
Mohand Cherif Hannachi, né le 15 février 1950 à Larbaâ Nath Irathen et mort le 13 novembre 2020 à Alger,, est un footballeur international algérien devenu dirigeant sportif. 
Hannachi a fait l'ensemble de sa carrière de footballeur à la JS Kabylie de 1969 à 1983, il évolue au poste de défenseur, il remporte six championnats d'Algérie, une coupe d'Algérie, un trophée des champions, une coupe d'Afrique des clubs champions et une supercoupe d'Afrique. En équipe d'Algérie, il est sélectionné à trois reprises entre 1972 et 1978.
Devenu président du club sportif de la JS Kabylie de 1993 à 2017, Mohand Chérif Hannachi est le président qui a dirigé le club de la JS Kabylie le plus longtemps, au poste pendant 24 ans. Pendant cette période, le club a remporté quatre championnats d'Algérie, deux coupes d'Algérie et quatre coupes africaines. 
Sa longue carrière de manager, soutenue par des succès, a fait de lui le président le plus emblématique et le plus important de l'histoire de la JS Kabylie.

## Biographie

### Enfance et formation
Mohand Cherif Hannachi naît le 15 février 1950 au village d'Ighil Tazert, commune de Larbaâ Nath Irathen (Fort-national), dans l'actuelle wilaya de Tizi Ouzou en Algérie. Il commence sa carrière chez les minimes de la JS Kabylie en 1964. 

### Joueur de la JS Kabylie
Hannachi intègre l'équipe première de la JS Kabylie à l'âge de 19 ans, en 1969, l'année où le club a accédé à la division d'élite. 
Il remporte le premier championnat d'Algérie de l'histoire de la JSK en 1973 puis le conserve l'année suivante, il réalise le doublé coupe-championnat en 1977.
Il gagne le championnat en 1980 et la Coupe d'Afrique des clubs champions en 1981 et s'adjuge la Supercoupe d'Afrique en 1982. Il finit sa carrière en remportant les championnats de 1982 et 1983.
Sous le maillot de la JS Kabylie entre 1969 et 1983, il a remporté 10 titres en 14 ans.

### Président de la JS Kabylie
Il prend la présidence de la JS Kabylie en 1993. Durant son parcours en tant que président, il remporte 10 titres, quatre championnats d'Algérie (1995, 2004, 2006 et 2008), la Coupe d'Afrique des vainqueurs de coupe 1995 ainsi que trois Coupe de la CAF consécutives (2000, 2001 et 2002) et deux Coupe d'Algérie en 1994 et 2011. Depuis la saison 2010-2011, 16 entraineurs se sont succédé à la barre technique du club, soit une moyenne de plus de 2 entraîneurs par saison. La JSK, club craint par le passé par ses adversaires au niveau national et africain, trouve des difficultés à se maintenir en Ligue 1.
Après la mort tragique d'Albert Ebossé Bodjongo pendant la rencontre contre l'USM Alger, il déclare que le joueur n'est pas mort du jet de pierre mais d'un malaise cardiaque, alors même que le médecin de l'hôpital de Tizi Ouzou avait expliqué que selon lui, le traumatisme crânien avait causé la mort du Camerounais, une thèse démentie par une contre-autopsie.
En dehors du domaine footballistique, Hannachi est un homme d'affaires ayant notamment fait fortune dans l'extraction de sable.

### Oppositions et destitution
Le 4 août 2015, Maître Salah Meriem, ancien avocat du club, affirme que les dettes de la JSK dépassent largement son capital social et que la JSK était sans président depuis août 2012 jusqu'au 9 juillet 2015.
Face à la mauvaise gestion du club, les opposants au président Hannachi créent « Le comité de sauvegarde de la JSK ». Plusieurs marches auxquelles prendront part plusieurs anciens joueurs du club sont organisées pour exiger son départ . Pour Ali Fergani, ancien joueur et entraîneur du club, et capitaine de l'équipe d'Algérie des années 80, « Hannachi n'est pas à la hauteur de ce grand club et que  ce club  mythique qui était respecté en Algérie n'est désormais qu'une équipe quelconque qui a perdu son âme et n'est plus en symbiose avec son public ».
Le 11 septembre, Hannachi annonce dans l'émission hebdomadaire Football Magazine de la radio chaine III « Celui qui ramène 20 milliards, je lui donne la JSK ». Djamel Menad, ancien joueur du club, le défie « Qu'il vienne chez le notaire, notre investisseur mettra les 20 milliards qu'il exige dès demain ! »  Hannachi se défile.
Durant sa longue carrière de président de la JSK, Hannachi, pour faire diversion face aux échecs et aux difficultés que son club rencontre, a plusieurs fois annoncé sa démission avant de faire volte-face en expliquant qu'il ne pouvait pas abandonner « son club » jusqu'à trouver une personne qu'il jugera apte à lui succéder.
En 2017, il est destitué après 24 ans de règne.

### Mort
Il meurt le 13 novembre 2020 à l'hôpital militaire d'Aïn Naadja à Alger. Il est enterré le lendemain au cimetière de son village natale d'Ighil Tazert, dans la commune de Larbaâ Nath Irathen.

## Palmarès
Grâce aux statuts de joueur et de président, il est l'homme le plus titré du football algérien avec 20 titres remportés.

### En tant que joueur
- Avec la JS Kabylie :
  - Champion d'Algérie (6) : 1973, 1974, 1977, 1980, 1982 et 1983.
  - Coupe d'Algérie (1) : 1977.
  - Trophée des champions (1) : 1973.
  - Coupe d'Afrique des clubs champions (1) : 1981.
  - Supercoupe d'Afrique (1) : 1982.

### En tant que président
- Avec la JS Kabylie :
  - Champion d'Algérie (4) : 1995, 2004, 2006 et 2008.
  - Coupe d'Algérie (2) : 1994, 2011.
  - Coupe d'Afrique des vainqueurs de coupe (1) : 1995.
  - Coupe de la CAF (3) : 2000, 2001 et 2002.